# Bronisław Owsianik
Bronisław Owsianik (ur. 22 czerwca 1922 w Peliszczach, zm. 29 grudnia 2003 w Warszawie) – polski działacz ruchu ludowego, polityk, poseł na Sejm PRL II, III, IV, V, VI, VII i VIII kadencji.

## Życiorys
Syn Antoniego i Marii. Uzyskał wykształcenie średnie, z zawodu rolnik. Od 1 października 1946 był instruktorem, a od 20 kwietnia 1947 do 22 lipca 1948 kierownikiem Wydziału Organizacyjnego Zarządu Wojewódzkiego Związku Młodzieży Wiejskiej RP „Wici” w Bydgoszczy. Od 22 lipca 1948 do 30 kwietnia 1950 był kierownikiem Wydziału Propagandy i Agitacji w Zarządzie Wojewódzkim Związku Młodzieży Polskiej w Bydgoszczy. 5 stycznia 1948 wstąpił do Stronnictwa Ludowego. Od 1952 był wiceprezesem Towarzystwa Przyjaciół Dzieci w Oddziale Wojewódzkim w Bydgoszczy. Od 18 grudnia 1956 do grudnia 1960 zasiadał w prezydium Wojewódzkiej Rady Narodowej w Bydgoszczy. 15 stycznia 1972 został wiceprzewodniczącym Wojewódzkiego Komitetu Frontu Jedności Narodu w Bydgoszczy. Był także kierownikiem Wydziału Organizacyjnego Wojewódzkiego Komitetu Wykonawczego Zjednoczonego Stronnictwa Ludowego w Bydgoszczy od 1 maja 1950 do 16 czerwca 1952 oraz sekretarzem WKW ZSL od 16 czerwca 1952 do 12 lipca 1955; od 12 lipca 1955 do 24 kwietnia 1972 był prezesem WKW. Był też zastępcą członka Rady Naczelnej Naczelnego Komitetu Wykonawczego ZSL w Warszawie od 25 czerwca 1954 do 1956. Był członkiem Naczelnego Komitetu ZSL w latach 1956–1980, zastępcą przewodniczącego Głównej Komisji Kontroli Społecznej NK ZSL od 13 marca 1956, członkiem prezydium NK ZSL w latach od 10 lutego 1971 do 27 października 1980, a także od 24 kwietnia 1972 do 27 października 1980 sekretarzem NK ZSL.
W 1957, 1961, 1965, 1969, 1972, 1976 i 1980 uzyskiwał mandat posła na Sejm PRL. W trakcie II kadencji pełnił funkcję sekretarza Sejmu. W II, III, IV i V kadencji był członkiem Komisji Mandatowo-Regulaminowej, w IV Komisji Gospodarki Morskiej i Żeglugi, w V, VI i VIII Komisji Komunikacji i Łączności. Zastępca przewodniczącego Klubu Poselskiego ZSL podczas VII i VIII kadencji. W trakcie VI i VII kadencji był zastępcą przewodniczącego Komisji Obrony Narodowej, a podczas VIII kadencji jej przewodniczącym.
Żonaty ze Stefanią z domu Walkiewicz (1929–2014). Pochowany na Cmentarzu Wojskowym na Powązkach (kwatera D22, rząd 8, grób 10).

## Odznaczenia
- Order Sztandaru Pracy I klasy
- Order Sztandaru Pracy II klasy
- Krzyż Komandorski Orderu Odrodzenia Polski (pośmiertnie, 2004)[2]
- Krzyż Oficerski Orderu Odrodzenia Polski
- Złoty Krzyż Zasługi (1955)[3]
- Medal 30-lecia Polski Ludowej
- Medal 10-lecia Polski Ludowej (1955)[4]
- Złoty Medal „Za zasługi dla obronności kraju”
- Srebrny Medal „Za zasługi dla obronności kraju”
- Brązowy Medal „Za zasługi dla obronności kraju”
- Odznaka 1000-lecia Państwa Polskiego (1966)[5]
- Złote Odznaczenie im. Janka Krasickiego